# Теолог Линотопски
Теолог (на гръцки: Θεολόγης) е зограф от XVII век, представител на Линотопската художествена школа.

## Биография
Роден е във влашката паланка Линотопи. В 1645 - 1646 година заедно с Николай изписва манастира „Свети Атанасий“ в Загора. Между 1631 и 1649 година с Михаил и Константин изработва неподписаните стенописи в католикона на Патерския манастир „Успение Богородично“ край Зица и Литино, Янинско. На него или на Николай се приписват и неподписаните стенописи от 1639 година в католикона на „Света Богородица Неволяни“ в Ниволяни, Лариско. Негови или на Константин и Михаил са и стенописите от 1619 - 1620 година в храма „Свети Мина“ в Монодендри, Загори. Други неподписани линотопски стенописи - тези от църквата „Успение Богородично“ в Цервари, Загори, от 1646 година също са или на Теолог или на Константин. В 1656 година Константин син на Михаил и помощникът му Николай изписват католикона на манастира „Свети Илия“ в Стегополи. Вероятно е участвал и Теолог.